# الميثاق الإيطالي السوفياتي
ميثاق الصداقة والحياد وعدم الاعتداء بين إيطاليا والاتحاد السوفيتي، والمعروف أيضًا باسم الميثاق الإيطالي السوفياتي، كان اتفاقًا دبلوماسيًا بين الاتحاد السوفيتي وإيطاليا. وُقعت الاتفاقية في 2 سبتمبر 1933،  وكانت سارية المفعول حتى 22 يونيو 1941 عندما أعلنت إيطاليا الحرب على الاتحاد السوفيتي خلال الحرب العالمية الثانية. وقد بني الاتفاق على العلاقات الاقتصادية السابقة (القوية تقليديا بين الدولتين)، والسعي لضمان الأمن في البلقان ولفترة من الوقت الشك المتبادل في النوايا الألمانية.
حافظ السوفييت وإيطاليا على الاتصالات منذ 26 ديسمبر 1921 من خلال التوقيع على اتفاقية التجارة والعلاقات الدبلوماسية الكاملة منذ 7 فبراير 1924، مما جعل إيطاليا موسوليني أول دولة غربية تعترف بالاتحاد السوفيتي. عاش بعض أعضاء الحزب الشيوعي الإيطالي، مثل لويجي تولينتينو من باليرمو، في المنفى في الاتحاد السوفيتي، مما تسبب في بعض الاحتكاكات السياسية والاتهامات بإيواء «المخربين». في 6 مايو 1933، اقتربت الدولتان من بعضهما البعض من خلال الاتفاق على ميثاق اقتصادي يدعم أهداف التصنيع؛ طلبت إيطاليا الوصول إلى النفط والفحم السوفيتي، بينما كان السوفييت مهتمين بالابتكارات الإيطالية في صناعات الطيران والسيارات والصناعات البحرية.  كان الجدل الأيديولوجي بين الفاشية والبلشفية يعتبر إلى حد كبير مسألة داخلية، ومع ذلك فقد تم بناء العلاقات.
وحرصت تقارير وكالة التلغراف التابعة للاتحاد السوفيتي على التأكيد على الجانب العسكري للعلاقات. في سبتمبر 1933، زارت بعثة عسكرية سوفييتية روما، وأعرب فلاديمير بتروفيتش بوتيمكين، الذي شغل منصب سفير الاتحاد السوفيتي في إيطاليا من عام 1932 حتى عام 1934، عن «امتنانه للاهتمام الاستثنائي الذي كرسته القيادة والحكومة الإيطالية للمهمة السوفيتية»، بينما صرح جنرال من الجيش الإيطالي بأن «الجيش الإيطالي لديه مشاعر أعمق من المشاعر المهنية المعتادة تجاه الجيش الأحمر. وقد تعززت هذه المشاعر نتيجة الميثاق الإيطالي السوفياتي.» 
أرسل بوتيمكين دعوة إلى وكيل وزارة الخارجية، فولفيو سوفيتش، للقيام بزيارة الاتحاد السوفيتي. قام ممثلو الجيش الإيطالي والبحرية الإيطالية، بجولة في الاتحاد السوفيتي لمدة أسبوعين. كان هناك مزيد من التبادلات الودية في عام 1933 عندما زارت غواصة إيطالية باطوم على البحر الأسود وزارت ثلاث سفن سوفيتية نابولي. كان هذا استعدادًا لزيارة مكسيم ليتفينوف. كانت هناك خطط لمقابلة قباطنة الأسطول الأحمر بينيتو موسوليني، لكن هذا لم يحدث في النهاية. 
تزامنت هذه التطورات أيضًا مع صعود أدولف هتلر إلى السلطة في ألمانيا، حيث كان هناك عنصر من عدم اليقين ليس فقط بين السوفييت وألمانيا في ذلك الوقت، ولكن أيضًا بين إيطاليا وألمانيا (ليس أقلها مسألة الضم المحتمل للنمسا والأراضي التي تسيطر عليها إيطاليا في جنوب تيرول). العنصر الثالث لهذه العلاقة كان الجمهورية التركية. أثناء وجود السفن السوفيتية في نابولي، قام السفير التركي لدى إيطاليا بزيارة إلى الأدميرال السوفيتي على متنها. أزعج التحالف المحتمل السوفيتي-الإيطالي-التركي برلين.  وصف برناردو أتوليكو، الذي كان سفيرًا لإيطاليا في موسكو منذ عام 1930 وساعد في تمهيد الطريق لاتفاقية 1932، الاتصالات العسكرية بأنها «تقليدية» ومفيدة للطرفين، حيث ساعدت في بناء هيبة عسكرية وتكنولوجية إيطالية. في أعقاب هذه التبادلات، حشد موسوليني القوات الإيطالية في صيف عام 1934 في ممر برينر، بهدف ضمان استقلال النمسا ضد انقلاب يوليو.